# ترنر (ایندیانا)
ترنر، ایندیانا (به انگلیسی: Turner, Indiana) یک منطقهٔ مسکونی در ایالات متحده آمریکا است که در ایندیانا واقع شده‌است.

## خصوصیات
ترنر ۲۰۵٫۱۳ متر بالاتر از سطح دریا واقع شده‌است.